# Cymbidieae
Tribu
Classification phylogénétique
La tribu des Cymbidieae est une tribu de la sous-famille des Epidendroideae, dans la famille des Orchidaceae.
La classification phylogénétique actuelle sépare cette tribu en cinq sous-tribus qui regroupent 22 genres d'Orchidées alors que la classification précédente mentionnait huit sous-tribus. Les sous-tribus des Acriopsidinae, des Adrorhizinae, des Cyrtopodiinae et des Thecostelinae ont été supprimées, la sous-tribu des Cymbidiinae étant de nouveau reconnue. Certains genres  ont été déplacés (Acriopsis, Cyrtopodium, Galeandra, Grobya…) et d'autres (Adrorhizon…) sont considérés comme étant de placement incertain (Epidendroideae incertae sedis).

## Liste dessous-tribuset desgenresselon leNCBI

### BromheadiinaeDressler1990.
- Bromheadia

### CatasetinaeSchltr.1926.
- Catasetum
- Clowesia
- Cycnoches
- Cyrtopodium (Cyrtopodiinae précédemment)
- Dressleria
- Galeandra (Cyrtopodiinae précédemment)
- Grobya (Cyrtopodiinae précédemment)
- Mormodes

### CymbidiinaeBenth.1881.
- Cymbidium
- Grammatophyllum
- Graphorchis

### EriopsidinaeSzlach.1995.
- Eriopsis Lindl. (1847).

### EulophiinaeBenth.1881.
- Acriopsis (Acriopsidinae selon classification de Dressler 1979.)
- Acrolophia
- Ansellia (Cyrtopodiinae précédemment)
- Cymbidiella (Cyrtopodiinae précédemment)
- Dipodium
- Eulophia
- Eulophiella
- Geodorum
- Grammangis
- Oeceoclades
- Pteroglossaspis
- Thecostele (Thecostelinae précédemment)

## Sous-tribus
Selon les chercheurs de l'université de Floride, Kenneth M. Cameron, Mark W. Chase, W. Mark Whitten, Paul J. Kores, David C. Jarrell, Victor A. Albert, Tomohisa Yukawa, Harold G. Hills et Douglas H. Goldman, cette tribu inclut les sous-tribus suivantes:
- Catasetinae
- Coeliopsidinae
- Cymbidiinae
- Cyrtopodiinae
- Eriopsidinae
- Eulophiinae
- Maxillariinae
- Oncidiinae
- Stanhopeinae
- Vargasiellinae
- Zygopetalinae